# Яцынова Слободка
Яцынова Слободка (укр. Яцинова Слобідка) — село в
Кротенковском сельском совете
Полтавского района
Полтавской области
Украины.
Код КОАТУУ — 5324082408. Население по переписи 2001 года составляло 99 человек.

## Географическое положение
Село Яцынова Слободка находится в 2-х км от левого берега реки Ворскла,
выше по течению на расстоянии в 2,5 км расположено село Глоды (Диканьский район),
ниже по течению на расстоянии в 1 км расположено село Олепиры.